# Giuiria
Giuiria Strand, 1906 è un genere di ragni appartenente alla famiglia Salticidae.

## Distribuzione
L'unica specie oggi nota di questo genere è stata rinvenuta in Etiopia.

## Tassonomia
A dicembre 2010, si compone di una specie:
- Giuiria unica Strand, 1906[2] — Etiopia